# Amyotrophe Lateralsklerose
Die amyotrophe Lateralsklerose (kurz ALS; von „amyotroph“ [griechisch] = nicht Muskeln [genug] ernährt, und von „lateral“ [lateinisch] = seitlich, Sklerose [griechisch] Verhärtung) gehört zur Gruppe der Motoneuron-Krankheiten und ist eine nicht heilbare degenerative Erkrankung des motorischen Nervensystems. Das Degenerieren der ersten Motoneurone führt zu einem erhöhten Muskeltonus (spastische Lähmung). Durch Schädigung der zweiten Motoneurone kommt es zu zunehmender Muskelschwäche (Parese bis Plegie), die mit Muskelschwund einhergeht. Das führt zu fortschreitenden Einschränkungen bei den Aktivitäten des täglichen Lebens.
Weitere Bezeichnungen der Krankheit sind amyotrophische Lateralsklerose, myatrophe Lateralsklerose, Lou-Gehrig-Syndrom (nach dem von der Krankheit betroffenen Baseballspieler Lou Gehrig) und Charcot-Krankheit (nach dem Erstbeschreiber Jean-Martin Charcot). Im Englischen wird die Krankheit als amyotrophic lateral sclerosis (ALS) oder als verbreitete Variante der Motoneuron-Krankheiten auch nach diesen selbst als motor neuron disease (MND) bezeichnet.

## Symptome
Bei ALS kommt es zu einer fortschreitenden und irreversiblen Schädigung oder Degeneration der Nervenzellen (Neuronen), die für die Muskelbewegungen verantwortlich sind. Diese werden auch als motorische Neuronen oder Motoneurone bezeichnet. Es können sowohl die sogenannten ersten Motoneurone betroffen sein, motorische Nervenzellen, die sich in der motorischen Hirnrinde (motorischer Kortex) befinden, als auch die als zweite Motoneurone bezeichneten Vorderhornzellen des Rückenmarks (im Falle von Spinalnerven) oder die motorischen Zellen des Hirnstamms in den Hirnnervenkernen (im Falle von Hirnnerven). Die Fortsätze (Axone) der ersten Motoneurone ziehen zu den zweiten Motoneuronen, die wiederum mit ihren Fortsätzen zur Skelettmuskulatur (im Falle von Spinalnerven) ziehen und diese innervieren.
Die beiden Formen führen zu etwas unterschiedlichen Symptomen. Das Degenerieren der ersten Motoneurone führt zu einem erhöhten Muskeltonus (spastische Lähmung). Durch Schädigung der zweiten Motoneurone kommt es zu zunehmender Muskelschwäche (Parese bis Plegie), die mit Muskelschwund (Amyotrophie) einhergeht. Durch die Lähmungen der Muskulatur kommt es unter anderem zu Gang-, Sprech- und Schluckstörungen, eingeschränkter Koordination und Schwäche der Arm- und Handmuskulatur und dadurch zu einer fortschreitenden Einschränkung bei den Aktivitäten des täglichen Lebens.
Wenngleich in den meisten „klassischen Fällen“ von ALS Zeichen der Degeneration der ersten sowie zweiten Motoneurone erkannt werden können, sollte nicht erwartet werden, dass Patienten regelmäßig das volle, kombinierte Spektrum aus starken spastischen Lähmungen sowie Atrophien (Muskelschwund) zeigen. So kann beispielsweise die Flail-Arm-Variante der „klassischen, spinal beginnenden ALS“ durch ausgeprägte proximale Amyotrophien in den Armen – also Zeichen der Degeneration der zweiten Motoneurone – bei gleichzeitig gering erhöhtem Tonus der Beinmuskulatur – also Zeichen der Degeneration der ersten Motoneurone – charakterisiert sein. Bulbäre Symptome, zunächst charakteristisch für die Form der ALS mit bulbärem Beginn und resultierend aus Schädigung der motorischen Zellen innerhalb der Hirnnerven, wie z. B. Schluckstörungen oder Sprachstörungen, entstehen bei einer spinal beginnenden ALS typischerweise im späteren Verlauf. Die gesamte phänotypische Komplexität des motorischen Krankheitsbilds wird in der neuen sog. OPM-Klassifikation abgebildet, die über die historischen Varianten hinausgeht. Dabei steht das „O“ für Onset (Beginn), das „P“ für Propagation (Ausbreitung) und das „M“ für Motoneuron-Beteiligung (Verteilung der Symptome auf das erste und zweite Motoneuron). Mit dieser Klassifikation sind ca. 126 theoretischen Variationen motorischen Krankheitsbildes abgebildet. Weitere mögliche nicht-motorische Symptome sind noch nicht in die Klassifikation aufgenommen.
Die amyotrophe Lateralsklerose ist nicht heilbar. Der Schwerpunkt der Therapie liegt auf einer Linderung der Symptome und psychologischer Betreuung. Die Überlebenszeit beträgt im Mittel etwa drei bis fünf Jahre. Der Tod tritt häufig infolge von Lungenentzündung ein, deren Entstehung durch den Verlust des Schluckvermögens und die Lähmung der Atemmuskulatur begünstigt wird.

## Häufigkeit und Vorkommen
Die amyotrophe Lateralsklerose ist eine zwar weltweit auftretende, jedoch insgesamt seltene Erkrankung. Von 100.000 Menschen erkranken pro Jahr etwa ein bis drei neu an ALS (Inzidenz). Die Prävalenz – das heißt die Anzahl der zu einem bestimmten Zeitpunkt erkrankten Menschen – wird mit 3 bis 8 pro 100.000 angegeben.
Bei Männern tritt die ALS häufiger auf als bei Frauen (das Geschlechterverhältnis beträgt etwa 3:2). Die meisten Erkrankungen treten zwischen dem 50. und 70. Lebensjahr auf, wobei das mittlere Erkrankungsalter bei 56 bis 58 Jahren liegt. Selten betrifft die ALS jüngere Patienten zwischen 25 und 35 Jahren.
Obwohl die ALS weltweit etwa vergleichbar häufig auftritt, gibt es einige für die Forschung wichtige Ausnahmen. So ist eine Variante der Erkrankung, die neben den Symptomen einer ALS auch Symptome eines Parkinson-Syndroms sowie einer Demenz umfasst, besonders häufig auf einzelnen Inseln im pazifischen Raum zu finden. Bei den Chamorro in Guam, den Auyu und Jakai in Westneuguinea sowie auf der Kii-Halbinsel in Japan beträgt die Inzidenz dieses sogenannten ALS-Parkinson-Demenz-Komplexes bis zu 100 (bis teilweise 1000 in Neuguinea) pro 100.000 Menschen. Festzustellen ist weiterhin ein Rückgang der Inzidenzen in diesen Gebieten während der letzten Jahrzehnte. Da die betroffenen Populationen genetisch voneinander unabhängig sind, werden neben genetischen Faktoren auch Umweltfaktoren als Ursache der Erkrankungsfälle in den jeweiligen Bevölkerungen diskutiert.
Bemerkenswert ist weiterhin die erhöhte relative Häufigkeit bei Fußballspielern. Eine Studie der Universität Pavia stellte bei einer Untersuchung italienischer Fußballprofis ein erhöhtes Risiko für das Erkranken an ALS vor dem 49. Lebensjahr fest.
Der Name Lou-Gehrig-Syndrom leitet sich davon ab, dass der populäre New-York-Yankees-Baseballspieler Lou Gehrig, der bis heute zu den erfolgreichsten Vertretern seiner Sportart zählt, während seiner aktiven Laufbahn an ALS erkrankte. Die Krankheit zwang ihn, eine Serie von 2130 aufeinanderfolgenden Spielen in 14 Jahren abzubrechen. Nachdem kurz darauf an seinem 36. Geburtstag ALS diagnostiziert worden war, beendete er seine Karriere 1939. Gehrig starb zwei Jahre darauf im Alter von 37 Jahren. Die Anteilnahme am Schicksal Gehrigs machte die seltene Krankheit erstmals einer großen Öffentlichkeit bekannt. Als einfacherer Name etablierte sich schnell die Bezeichnung Lou Gehrig’s disease (Lou-Gehrig-Syndrom).

## Ursache
Die Ursache (Ätiologie) der Erkrankung ist unklar. Genetische Faktoren werden bei den meisten ALS-Patienten festgestellt; ob sie die alleinigen Auslöser sind, ist unbekannt. Die meisten Fälle treten sporadisch, das heißt, ohne familiäre Häufung, auf (sporadische ALS, sALS). In einem kleinen Teil der Fälle (5–10 %) kommt es jedoch zu einer familiären Häufung (familiäre ALS, fALS). Drei Gruppen von Mutationen in verschiedenen Genen (TARDBP, C9orf72, VAPB, FUS, SOD1) werden in einem Großteil der Fälle gefunden. Für C9orf72 wirken sich die Mutationen in repetitiven Abschnitten (Repeats) der Transkripte (der mRNA) des Gens insbesondere durch irreguläre „RAN-Translation“ aus und führen unter anderem zur Produktion kleiner Dipeptide, die schädliche Einschlüsse im ZNS bilden können. Die Mutationen führen außerdem zur pathologischen Anhäufung oder zum vorzeitigen Abbau jeweils eines falsch gefalteten Proteins (TDP-43, FUS oder SOD1), was letztendlich (wie bei den Tauopathien das Tau-Protein) die Neurodegeneration auslöst.
In einer Hypothese von 2015 wurde vermutet, dass bei ALS-Patienten fehlgefaltete Varianten des Enzyms SOD1 im Zellzwischenraum (Interstitium) von Gehirn und Rückenmark (ZNS) nicht ausreichend durch das glymphatische System ausgeschwemmt würden; das Ausschwemmen ist ein 2012 entdeckter spezieller Mikrokreislauf zur Abfallentsorgung im ZNS.
In etwa 20 % der Familien ist eine mutationsbedingte Expansion eines repetitiven Genabschnitts (normal: 2 bis 25 Repeats; expandiert: Hunderte bis Tausende dieser Repeats) von C9orf72 (siehe oben) nachweisbar, bei weiteren 10 % der betroffenen Familien sind Mutationen des für eine Superoxiddismutase codierenden SOD1-Gens nachweisbar. Häufig besteht hier ein autosomal-dominanter Erbgang. Auch eine Reihe weiterer Gene wurde in Zusammenhang mit einem familiären Auftreten gebracht. So wurden Mutationen des TAR DNA binding protein-Gens (TDP-43) beschrieben, die in vitro rascher abgebaut wurden und eine vermehrte Apoptose in neuralen Zellen auslösten.
Bei einer familiären Form mit X-chromosomalem Erbgang konnten Mutationen des UBQLN2-Gens nachgewiesen werden. Dieses Gen codiert für Ubiquilin 2 – ein Protein, das an der Regulation des Abbaus ubiquitinierter Proteine beteiligt ist – und spielt möglicherweise auch eine Rolle bei der sporadischen ALS. Ein weiterer Faktor der Krankheit könnte in exzitotoxischen Ereignissen (Übererregung) am NMDA-Rezeptor zu suchen sein. Der Transmitter D-Serin ist ein Co-Agonist an diesem Rezeptor und erhöht die Rezeptor-Affinität des Agonisten Glutamat. Eine Übererregung des NMDA-Rezeptors kann neurotoxische Folgen haben. Ein durch eine pathologische Mutation des Enzyms D-Aminosäureoxidase bedingter verlangsamter Serin-Abbau könnte die physiologische Konzentration dieser D-Aminosäure zu stark ansteigen lassen.
Im Fall Lou Gehrig wurde spekuliert, dass Kopfverletzungen im Sport (damals waren Schutzhelme im Baseball noch unüblich) eine Rolle spielen könnten. Diese Spekulation würde auch die (oben erwähnte) Häufung der Krankheit bei Profifußballern erklären, die ebenfalls häufiger Kopf-Traumata erleiden als die Normalbevölkerung.
Die Ergebnisse einer Studie an der Universität von Michigan in Ann Arbor (Mai 2016) bestärkten den schon länger bestehenden Verdacht, dass eine Exposition gegenüber Chlorkohlenwasserstoffen (u. a. in Pestiziden), polychlorierten Biphenylen (wie sie in Isolieröl eingesetzt werden) und polybromierten Biphenylen (Flammschutzmittel in Kunststoffen und Textilien) das Risiko der Entstehung von ALS erhöhen kann.
Eine Studie französischer und amerikanischer Wissenschaftler kam in einem im August 2021 veröffentlichten Beitrag in der Fachzeitschrift Journal of the Neurological Sciences nach jahrelangen epidemiologischen Untersuchungen eines ALS-Hotspots in den französischen Alpen, dem Weiler Montchavin in der Gemeinde Bellentre im Département Savoie, Teil des Skigebiets La Plagne, zu dem Schluss, dass der wiederholte Verzehr von Giftlorcheln, d. h. Pilzen der Gattung Gyromitra, und insbesondere der Riesen-Lorchel (G. gigas) der wichtigste Risikofaktor für ALS in der Gemeinde sei. In dem nur etwa 200 Einwohner zählenden Montchavin war einer Allgemeinmedizinerin 2009 eine Häufung von ALS-Fällen aufgefallen. Zwischen 1990 und 2018 wurden dort 14 Fälle von ALS diagnostiziert. Die Autoren der Studie vermuten eine wesentliche Rolle des in Giftlorcheln vorkommenden Genotoxins Monomethylhydrazin oder von Hydrazonen und verwiesen auf deren Ähnlichkeit mit Methylazoxymethanol, dem Aglycon von Cycasin, einem in der Saat von Palmfarnen enthaltenen Glycosid. Dem Methylazoxymethanol wird bei der Häufung von ALS in Guam und der übrigen Westpazifikregion eine bedeutende Rolle zugeschrieben.

## Krankheitsbild

### Gewöhnliches Krankheitsbild und Verlauf
Die amyotrophe Lateralsklerose hat ein – vor allem im Anfangsstadium – sehr variables Krankheitsbild, das durch Degeneration und damit einhergehende Funktionsstörung des ersten und zweiten Motoneurons gekennzeichnet ist. Das hat Ausfallerscheinungen der Muskulatur zur Folge. Die klinische Symptomatik ist dementsprechend geprägt durch eine Kombination von spastischen und schlaffen Lähmungen der Muskulatur. Je nach Lokalisation der Schädigung der motorischen Bahnen kommt es zur Funktionseinschränkung der Muskulatur der oberen und unteren Extremität, der bulbären Muskulatur und der Rumpfmuskulatur.
Spastische Lähmungen entstehen durch die Degeneration des ersten Motoneurons und führen zu einer Funktionseinschränkung durch eine Erhöhung des Muskeltonus. Je nach Lokalisation der Schädigung zeigt sich das unter anderem durch ein spastisches und verlangsamtes Gangbild, eine eingeschränkte Geschicklichkeit der Hände sowie durch bulbäre Symptome, beispielsweise Sprech- und Schluckstörungen, Schwierigkeiten, den Mund zu öffnen, bis hin zur Kieferklemme (Trismus). Die spastische Sprechstörung ist charakterisiert durch eine angestrengte und verlangsamte Sprache.
Die Schädigung des zweiten Motoneurons führt zu schlaffen Lähmungen. Durch die zunehmend eingeschränkte Innervation wird die Muskulatur abgebaut (Atrophie), und es kommt zu Muskelschwäche. Darüber hinaus sind Faszikulationen und schmerzhafte Muskelkrämpfe (Crampi) typisch. Ist die bulbäre Muskulatur betroffen, kommt es, bedingt durch die Muskelschwäche, ebenfalls zu Sprech- und Schluckstörungen. Typisch sind auch unkontrollierte Zuckungen (Fibrillation) der Zunge.

### Sonderformen
Die Juvenile Amyotrophe Lateralsklerose (u. a. auch chronisch-juvenile ALS genannt) ist eine Variation der Krankheit, die einen extrem langsamen Verlauf nimmt. Der bekannteste Patient war der britische Astrophysiker Stephen Hawking, bei dem ALS bereits im Alter von 21 Jahren diagnostiziert wurde, der aber erst mit 76 Jahren an den Folgen dieser Krankheit starb.
Als weitere Variante wird die Progressive Muskelatrophie (PMA) angesehen.

## Diagnose
Meist führen eine zunehmende Muskelschwäche, Muskelschwund (Muskelatrophie) oder auch nicht bewegungswirksame Muskelzuckungen (Faszikulationen) Patienten erstmals zum Arzt. Muskelzuckungen alleine stellen fast immer sogenannte benigne Faszikulationen dar. Ausgenommen von dem Ausfall sind die Augenmuskeln; sonst kann die Krankheit sich überall am Körper zuerst zeigen. Bei der Untersuchung verstärkt das gleichzeitige Auftreten von Zeichen einer schlaffen und spastischen Lähmung den Verdacht auf die Diagnose amyotrophe Lateralsklerose.
Es ist nach einem Muskelschwund, besonders an den Handmuskeln, zu suchen. Typisch sind auch maligne Muskelzuckungen (Faszikulationen), etwa beim Herausstrecken der Zunge. Maligne Muskelzuckungen unterscheiden sich von den viel häufiger auftretenden benignen Muskelzuckungen durch ihre Unregelmäßigkeit und niedrigere Frequenz. Die Reflexe bleiben auch an gelähmten Körperteilen noch lange Zeit auslösbar, sie sind sogar vor allem am Anfang als Zeichen einer Läsion des ersten Motoneurons deutlich gesteigert, was auch, etwa in Form eines gesteigerten Masseterreflexes, der Diagnosefindung dient. Die Kranken zeigen manchmal einen Kontrollverlust beim Lachen, Weinen oder Gähnen (Affektlabilität).
Eine elektromyographische und elektroneurographische Untersuchung ist zur Diagnosestellung unabdingbar. Für die Diagnosestellung wurden international standardisierte Kriterien entwickelt (El-Escorial-Kriterien).
Der Substanzverlust ist bei der Autopsie sichtbar: Er betrifft den praecentralen Cortex im Großhirn, in dem sich die Zellkörper des ersten Motoneurons befinden, die Vorderhörner des Rückenmarks, in denen die Zellkörper des zweiten motorischen Neurons liegen, und die dazwischen verlaufenden Nervenbahnen (sogenannte Pyramidenbahn vom Gyrus praecentralis zum Rückenmark).
Wichtig ist die Abgrenzung von der Tropischen Spastischen Paraparese, weil diese durch HTLV-1 ausgelöste Krankheit ansteckend ist. Aber auch andere neurologische Erkrankungen, die ein ähnliches Symptombild wie ALS haben können (ALS Mimics), müssen differentialdiagnostisch abgeklärt werden.

## Behandlung
Die Behandlung von Patienten mit einer amyotrophen Lateralsklerose erfolgt im Idealfall in einem interdisziplinären Team aus Gesundheits- und Krankenpflegern, Ergotherapeuten, Physiotherapeuten, Logopäden, Orthopäden, Pneumologen und Neurologen, Palliativmedizinern, Psychologen sowie dem Hausarzt. Sie umfasst zum einen die am Krankheitsmechanismus ansetzende medikamentöse Therapie mit Riluzol und zum anderen die symptomatisch orientierte Therapie. Die symptomatische Therapie soll Komplikationen der muskulären Schwäche vermeiden helfen und die Lebensqualität der Patienten verbessern.
Einem Bericht der Times of Israel vom 15. Dezember 2021 zufolge haben israelische Forscher, zusammen mit Forschern verschiedener anderer Länder, inzwischen einen Schlüsselmechanismus entdeckt, der die Krankheit ALS auslöst und der möglicherweise einen Weg zur Verzögerung oder Umkehrung der Krankheit eröffnet. Das Team der Universität Tel Aviv hat, so berichtete die Times of Israel, zusammen mit Forschern des Sheba Medical Center und aus Instituten in Deutschland, Frankreich, dem Vereinigten Königreich und den USA „herausgefunden, dass eine Ansammlung eines Proteins namens TDP-43 in der Nähe neuromuskulärer Verbindungen, welches neuronale Signale in motorische Aktivität umwandelt, dazu führt, dass Motoneuronen degenerieren und absterben, indem es die Mitochondrienproduktion hemmt. Durch den Einsatz eines experimentellen Moleküls zum Abbau von TDP-43 in Tieren konnten die Wissenschaftler die Aktivität der Motoneuronen wiederherstellen und damit die Tür für mögliche Medikamente öffnen, die ALS beim Menschen heilen können, wenn sie gefunden werden, ehe die Schäden zu schwerwiegend werden, so die Forscher“.

### Neuroprotektive Therapie
Für die Behandlung der ALS stehen erste modifizierende oder sogar auch neuroprotektive, also am vermuteten Krankheitsmechanismus ansetzende Therapieansätze zur Verfügung.
- Riluzol ist ein sogenannter Glutamat-Antagonist, der die Wirkung des Neurotransmitters Glutamat an der Nervenzelle beeinflusst. In Studien zeigte sich, dass die Gabe von Riluzol eine Verlängerung der Überlebenszeit (im Mittel um etwa drei Monate) bewirkt. Darüber hinaus wird angenommen, dass die Patienten länger in früheren Stadien der Erkrankung bleiben. Das Voranschreiten der Erkrankung kann durch Riluzol jedoch nicht aufgehalten werden.[3] Riluzol (Handelsname Rilutek; Hersteller Sanofi) ist in der EU als Filmtablette – zweimal täglich einzunehmen – seit Jahrzehnten zugelassen.[24] Zusammenfassend lässt sich sagen: Eine Verbesserung der bestehenden Symptome ist nicht zu erwarten. Die Substanz zielt auf eine Verringerung der Ausbreitungsgeschwindigkeit der motorischen Symptome (Reduktion der ALS-Progression).[25]

Die folgenden Präparate befinden sich in der EU noch in der klinischen Untersuchung:
- In Japan ist Edaravon gegen ALS zugelassen, wobei noch keine abschließende Aussage über die Wirksamkeit getätigt werden kann.[26] Die U.S. Food and Drug Administration hat in 2017 Zulassung für die USA erteilt.[27] Eine in Deutschland durchgeführte Beobachtungsstudie an 12 ALS-Zentren konnte den Therapieeffekt von Edaravon jedoch nicht reproduzieren.[28] Der Zulassungsantrag bei der Europäischen Arzneimittel-Agentur (EMA) wurde von dem Pharmaunternehmen Mitsubishi Tanabe Pharma Corporation (MTPC) im Mai 2019 zurückgezogen, nachdem die Behörde – aufgrund der Laufzeit der vorgelegten Studien und dem unzureichenden Nachweis eines verlängerten Überlebens – die Ablehnung des Zulassungantrages empfohlen hatte.[29][30] Die bisherige Darreichungsform muss an 14 nachfolgenden Tagen intravenös infundiert werden, gefolgt von weiteren 14 Tagen ohne Medikamentengabe. Vor diesem Hintergrund war die Weiterentwicklung zu einer oralen Medikation sehr interessant. Im Januar 2024 gab aber das spanische Pharmaunternehmen Ferrer bekannt, dass in einer Phase-III-Studie mit der einmal täglich oral einzunehmenden Formulierung sowohl die primären als auch die wichtigsten sekundären Endpunkte verfehlt wurden.[31]

- Ein weiteres Medikament ist die fixe Kombination von Natriumphenylbutyrat und Ursodoxicoltaurin (auch Taurursodiol genannt). Es wurde in Kanada im Juni 2022[32] (Handelsname: Albrioza, Hersteller Amylyx) und den USA im September 2022 (Handelsname: Relyvrio) zugelassen.[33] Im September 2020 wurden dazu im New England Journal of Medicine die Ergebnisse der entsprechenden Zulassungsstudie für die USA publiziert, einer Placebo-kontrollierten, randomisierten Phase-II-Studie (CENTAUR Studie) mit 137 ALS-Patienten, die über 24 Wochen mit dem Kombinationspräparat oder einem Placebo behandelt wurden, und in der unter anderem eine signifikante Verlangsamung der Krankheitsprogression – gemessen am ALS Functional Rating Scale revised (ALSFRS-R) – festgestellt wurde.[34] Für die EU lehnte die Kommission die Zulassung 2024 ab.[35] Eine randomisierte, doppelt blinde Phase-III-Multicenter-Studie mit einer größeren Patientenzahl (600 Studienteilnehmer) und einer längeren Beobachtungsdauer von 48 Wochen (PHOENIX Studie)[36] erreichte nicht die vorgegebenen primären oder sekundären Endpunkte.[37][38][39]

- Bei Tofersen (Qalsody, Hersteller Biogen) handelt es sich um ein Präparat, das nur für Patienten mit einer ALS-auslösenden Mutation im SOD1-Gen (Superoxid-Dismutase 1) entwickelt wurde. Patienten mit SOD1-Mutation machen etwa 2 % aller ALS-Patienten aus. Die Therapie ist somit für die meisten Patienten nicht geeignet.[40] Tofersen wurde von der FDA im April 2023 zur Behandlung der SOD1-assoziierten ALS zugelassen,[41][42] für die EU folgte die Zulassung im Mai 2024.[43]

### Symptomatische Therapie
Die im Verlauf der Erkrankung typischerweise auftretenden Beschwerden und Komplikationen können durch eine Vielzahl von therapeutischen Maßnahmen behandelt werden.
Wichtige Einsatzgebiete der symptomatischen Therapie sind Schluckstörungen (und ein damit einhergehender Speichelfluss aus dem Mund), Sprechstörungen, Krämpfe oder Tonuserhöhungen der Muskulatur, Schwäche der Atemmuskulatur sowie psychische Veränderungen wie Depressionen oder Angstzustände.

#### Muskelkrämpfe (Crampi)
Krämpfe an einzelnen Muskeln (beispielsweise Wadenkrämpfe) sind ein häufiges, jedoch auch unspezifisches Frühsymptom der ALS. Die Krämpfe können mehrere Muskeln gleichzeitig betreffen. Sie können spontan – ohne erkennbaren unmittelbaren Anlass – oder nach körperlicher Betätigung, Kältereiz, Schlafentzug, Alkohol- oder Nikotinkonsum auftreten. Zur Akuttherapie wird eine passive Dehnung des Muskels empfohlen.
Zur Vorbeugung werden regelmäßiges körperliches Training, krankengymnastische Übungen sowie Massagen empfohlen. Bei entsprechendem Leidensdruck können Chininsulfat, Magnesium oder Carbamazepin eingesetzt werden.

#### Schluckstörung
Durch eine Schwäche der Schlundmuskulatur kommt es bei ALS-Patienten zu Schluckstörungen (Dysphagie). Der normale Schluckvorgang gewährleistet, dass keine Teile der aufgenommenen Nahrung oder Flüssigkeiten (Speichel) in die Atemwege gelangen. Ein beeinträchtigter Schluckmechanismus erhöht das Risiko von sogenannten Aspirationspneumonien – Lungenentzündungen, die infolge des Übertritts von Flüssigkeiten in die Lungen entstehen. Weiterhin kann es aufgrund der erschwerten Nahrungsaufnahme mit häufigem Verschlucken zu einer Gewichtsabnahme und mangelnder Flüssigkeitsaufnahme mit Gefahr der Dehydratation kommen.
Bei Auftreten der Symptomatik wird eine Umstellung der Ernährung auf pürierte Speisen und angedickte Flüssigkeiten empfohlen. Energiereiche Nahrungsergänzungsmittel können zur Deckung des Energiebedarfs des Organismus eingesetzt werden. Mithilfe von logopädischen Maßnahmen können Schlucktechniken erlernt werden, die den Patienten das Schlucken erleichtern. Da bei weiterem Fortschreiten der Erkrankung diese Maßnahmen häufig nicht mehr ausreichen, um die erforderliche Nahrungs- und Flüssigkeitszufuhr zu gewährleisten, wird die Anlage einer Ernährungssonde (PEG-Sonde) empfohlen. Diese soll frühzeitig angelegt werden, da bei Patienten mit einer fortgeschrittenen Atemmuskelschwäche die Komplikationsrate während der Anlage erhöht ist. Die orale Nahrungszufuhr ist auch nach Anlage einer Ernährungssonde weiterhin möglich.

#### Speichelfluss
Ein Speichelfluss aus dem Mund (Sialorrhoe) tritt als Folge der Schluckstörung und Schwäche der Mund- und Nackenmuskulatur auf. Bei ALS-Patienten liegt keine vermehrte Speichelproduktion vor. Die Sialorrhoe ist sozial stigmatisierend und wird von betroffenen Patienten häufig als belastend erlebt.
Sie ist mithilfe von Medikamenten, die die Speichelproduktion hemmen (beispielsweise Amitriptylin, Scopolamin oder Glycopyrroniumbromid) sowie krankengymnastischen, orthopädischen und logopädischen Maßnahmen (wie Training des Lippenschlusses und Unterstützung der Halsmuskulatur) gut behandelbar.

#### Sprechstörung und Kommunikation
Die Beeinträchtigung von Zungen-, Mund- und Gaumenmuskulatur sowie eine sprechabhängige Atemnot führen bei ALS-Patienten zu einer fortschreitenden Sprechstörung (Dysarthrie). Die Einschränkung der Kommunikation mit der Umwelt wird von Patienten und Angehörigen als sehr belastend erlebt. Bereits frühzeitig ist daher eine logopädische Behandlung angezeigt, in der mit Hilfe von Übungen das Atmen und Sprechen erleichtert und koordiniert werden sollen. Daneben wird ebenfalls frühzeitig eine Versorgung mit Kommunikationshilfen empfohlen.
Zum Einsatz kommen hier beispielsweise Alphabet- und Bildtafeln. Vor allem computergestützte Kommunikationshilfen ermöglichen auch im weiteren Krankheitsverlauf die Kommunikation mit der Umwelt. Spezielle Systeme können beispielsweise mit den Fingern, bei fortgeschrittenen Lähmungen auch mithilfe von Augenbewegungen gesteuert werden. Mithilfe von sogenannten Brain-Computer-Interfaces können Gehirnströme auf einen Computer übertragen und lesbar gemacht werden. Dazu gibt es auch die Möglichkeit, seine eigene Stimme vorher aufnehmen zu lassen, sodass diese später über ein Computerprogramm verwendet werden kann anstatt einer generischen Stimme. Das sollte früh genug geschehen, bevor die Sprachstörungen zu weit fortgeschritten sind und die Aussprache zu undeutlich wird.

#### Pathologisches Lachen und Weinen
Als pathologisches Lachen und Weinen (Pseudobulbäraffekt, pseudobulbäre emotionale Labilität) wird ein plötzliches, der Situation unangemessenes Lachen oder Weinen des Patienten bezeichnet. Das Symptom tritt bei bis zu 50 Prozent der ALS-Patienten auf und ist organisch bedingt. Bei Therapiewunsch des Patienten können Amitriptylin oder sogenannte Serotonin-Wiederaufnahmehemmer wie Fluvoxamin oder Citalopram eingesetzt werden.

#### Atmungsstörung
Bei fortgeschrittener ALS kommt es regelmäßig zu einer Schwäche der Atemmuskulatur und dadurch zu einer Minderbelüftung der Lungen (Hypoventilation). Diese Einschränkung der Lungenfunktion (respiratorische Insuffizienz) führt zu einem erniedrigten Sauerstoffgehalt im Blut (Hypoxämie) sowie – aufgrund einer verminderten Abatmung – zu einem erhöhten Kohlendioxidgehalt im Blut (Hyperkapnie). Symptome der gestörten Atemfunktion sind Schlafstörungen, morgendliche Kopfschmerzen, Müdigkeit während des Tages, Konzentrationsstörungen, Unruhezustände sowie in fortgeschrittenen Fällen Luftnot (Dyspnoe). Durch Infektionen der Atemwege (wie beispielsweise Aspirationspneumonien) kann sich die Funktion der Lungen noch weiter verschlechtern. Die respiratorische Insuffizienz ist die wichtigste Ursache der begrenzten Lebenserwartung bei ALS-Patienten.
Bei Auftreten von Symptomen einer respiratorischen Insuffizienz besteht die Möglichkeit der Anpassung einer auch im häuslichen Umfeld durchführbaren maschinellen Beatmung (Heimbeatmung). Unterschieden werden eine sogenannte nichtinvasive und invasive Beatmung. Bei der nichtinvasiven Beatmung handelt es sich um eine maschinell unterstützte Beatmung, die über eine Atemmaske erfolgt und vorwiegend nächtlich über 6 bis 8 Stunden eingesetzt wird. Die nichtinvasive Beatmung kann die Symptome der Lungenfunktionsstörung mildern und die Lebensqualität verbessern. Bei fortgeschrittener respiratorischer Insuffizienz ist eine maschinelle Beatmung über ein Tracheostoma (nach chirurgischem Luftröhrenschnitt) möglich (invasive Beatmung). Sowohl die Anpassung einer nichtinvasiven Beatmung als auch die Anlage eines Tracheostomas und nachfolgender maschineller Beatmung sind Therapieoptionen, die frühzeitig mit den Patienten besprochen werden. Etwa 15 Prozent der Patienten entscheiden sich für eine nächtliche nichtinvasive Beatmung und weniger als 10 Prozent für eine maschinelle Beatmung über ein Tracheostoma. Der Anteil der Patienten, die eine maschinelle Unterstützung der Beatmung in Anspruch nehmen, unterscheidet sich zwischen einzelnen Kulturen, Ländern und ethnischen Gruppen.

#### Depressionen, Schlafstörungen und Angstzustände
Ein depressives Syndrom mit Niedergeschlagenheit, Freudlosigkeit und Antriebsverminderung kann die Lebensqualität des Patienten erheblich mindern. Depressive Episoden können sowohl medikamentös mit Antidepressiva wie Amitriptylin, Sertralin, Fluoxetin oder Paroxetin als auch psychotherapeutisch behandelt werden. Zur Therapie von Schlafstörungen werden schlafhygienische Maßnahmen sowie Zolpidem und Diphenhydramin eingesetzt. Bei Schlafstörungen, die im Rahmen einer depressiven Episode auftreten, erfolgt zusätzlich eine antidepressive Therapie. Angstzustände können beispielsweise bei Luftnot vorkommen. Neben der Behandlung zugrundeliegender Ursachen können – bei entsprechendem Leidensdruck – medikamentös Diazepam, Lorazepam oder Bupropion eingesetzt werden.

## Öffentliche Aufmerksamkeit
Ein prominenter ALS-Patient war der Astrophysiker Stephen Hawking, der seit 1963 bis zu seinem Tod im März 2018 mit dieser Krankheit lebte. Auch der 2017 gestorbene US-amerikanische Dramatiker und Schauspieler Sam Shepard erkrankte an ALS; er verarbeitete die Krankheit in dem posthum erschienenen Buch Spy of the First Person.
Auch bei dem Soziologie-Professor Morrie Schwartz wurde 1994 ALS diagnostiziert. Das Fortschreiten seiner Krankheit wurde durch den Schriftsteller Mitch Albom in dem Buch Dienstags bei Morrie mit aufgefasst, welches schnell zu einem modernen und inspirierenden Klassiker wurde.
Die US-amerikanische Psychologin und Informatikerin Catherine G. Wolf erhielt 1997 die Diagnose ALS und arbeitete bis 2012 mit einem Computersystem zur Kommunikation am Thomas J. Watson Research Center, dem IBM-Forschungszentrum. Sie engagierte sich bei PatientsLikeMe, einer Online-Community, die Menschen mit ALS und anderen Krankheiten ein Forum bietet, um Informationen über ihre Erfahrungen auszutauschen und sich über die neuesten medizinischen Entwicklungen zu informieren. Sie ist bekannt für ihre Forschungen auf dem Gebiet der Mensch-Computer-Interaktion.
Der deutschstämmige US-Amerikaner Dieter Dengler nahm sich 2001 das Leben, nachdem er bereits mehrere Jahre ALS hatte. Er war 1966 als Kampfpilot über Laos abgeschossen worden und überlebte Absturz, Gefangennahme, Folter und Flucht durch den Dschungel. Werner Herzog drehte über ihn die Dokumentation Flucht aus Laos und den Spielfilm Rescue Dawn.
Der Maler Jörg Immendorff rückte durch seine ALS-Erkrankung, an deren Folgen er starb, mehr in die Öffentlichkeit. Er stiftete 2004 ein Stipendium an der ALS-Ambulanz der Charité, um die ALS-Therapieforschung zu fördern.
Ebenfalls im Jahr 2004 entstand der deutsche Fernsehfilm Sterne leuchten auch am Tag, in dem die Hauptfigur an ALS erkrankt.
Krzysztof Nowak, Profifußballer beim Erstligisten VfL Wolfsburg und polnischer Nationalspieler, lebte ab Ende 2000 mit der unheilbaren Krankheit. Die behandelnden Ärzte hatten am Anfang lange Zeit Probleme, diese bei Nowak zu diagnostizieren. Im März 2001 stand die Diagnose fest. Nowak musste danach mit 25 Jahren seine Fußballkarriere beenden. Jahrelang besuchte er, mit Rollstuhl, mit seiner Familie die Spiele seines Vereins, bis er 2005 im Alter von 29 Jahren starb. Er ging als Nummer 10 der Herzen in das kollektive Fangedächtnis des VfL Wolfsburg ein. Die im Mai 2002 von ihm in Wolfsburg gegründete Krzysztof-Nowak-Stiftung unterstützt ALS-Patienten und -Forschungsprojekte.
Eine gesteigerte Beachtung in der Weltöffentlichkeit erhielt die Krankheit mit der durch die ALS Association (ALSA) am 15. Juli 2014 gestarteten Ice Bucket Challenge. Dabei sollen sich vornehmlich im Internet dazu herausgeforderte Personen mit einem Eimer eiskalten Wassers übergießen und für die Erforschung und Bekämpfung von ALS Geld spenden. In Deutschland wurden überwiegend die ALS-Ambulanz der Charité und die Deutsche Gesellschaft für Muskelkranke e. V. durch Spenden unterstützt.
Ebenfalls 2014 wurde mit zwei Spielfilmen das Thema ALS dramaturgisch für das Kino bearbeitet. Im US-amerikanischen Spielfilm Das Glück an meiner Seite (Originaltitel: You’re Not You) stellt Hilary Swank die fiktive Konzertpianistin Kate dar, die – von der Diagnose betroffen – nicht nur ihren Beruf aufgeben muss. Der deutsche Spielfilm Hin und weg handelt von dem ALS-kranken Hannes, der seine Freunde und die Familie damit konfrontiert, dass er plant, nach einer gemeinsamen Rad-Tour Sterbehilfe in Anspruch nehmen zu wollen.
In dem Familiendrama Blackbird – Eine Familiengeschichte von Regisseur Roger Michell von 2019 spielt Schauspielerin Susan Sarandon eine an ALS erkrankte Frau.